# Milchfisch
Der Milchfisch (Chanos chanos) ist ein im tropischen und subtropischen Indopazifik und östlichen Pazifik vorkommender Meeresfisch. Es ist die einzige rezente Art der Familie Chanidae. Sieben ausgestorbene Arten in fünf Gattungen sind bekannt. Milchfische werden, wenn sie knapp unter der Wasseroberfläche schwimmen und die Rückenflosse herausragt, von Touristen manchmal mit Haien verwechselt, weshalb sie auch als Touristenhai bezeichnet werden. Der Milchfisch ist ein Speisefisch, der auch in Aquakulturen gezogen wird, insbesondere in Südostasien.

## Merkmale
Milchfische sind heringähnlich, stromlinienförmig, mit einer großen, gegabelten Schwanzflosse, silbrig bis milchig weiß gefärbt. Sie werden in freier Natur meist einen Meter lang. Die Maximallänge beträgt 1,8 Meter bei einem Maximalalter von 15 Jahren. Sie sind zahnlos, ernähren sich vor allem von Algen und pflanzlichem Plankton, aber auch von tierischem Plankton sowie wirbellosen Tieren, hierbei vor allem von Quallen. Milchfische verfügen über ein Epibranchialorgan, das paarig am Beginn der langen Speiseröhre sitzt und Schleim produziert, in dem das Plankton festklebt und so leicht geschluckt werden kann.

## Lebensweise
Sie leben küstennah in Schwärmen, insbesondere ältere Milchfische auch allein. Meist sind sie direkt unter der Wasseroberfläche anzutreffen, teils jedoch auch in Tiefen bis zu 30 Meter. Ihr Verbreitungsgebiet ist weitflächig entlang der Küsten des Roten Meeres, des Indischen Ozeans und des Pazifiks, oft auch im Brackwasser oder in Flussmündungen (Milchfische vertragen sowohl Salz- als auch Süßwasser). Milchfische laichen in Ufernähe zur Zeit des Mondwechsels. Die bandförmigen Larven leben für zwei bis drei Wochen im Meer, wandern dann in die Mangrovenzone, Flussmündungen und manchmal Seen. Zur Fortpflanzung schwimmen die Milchfische ins Meer zurück.

## Stammesgeschichte

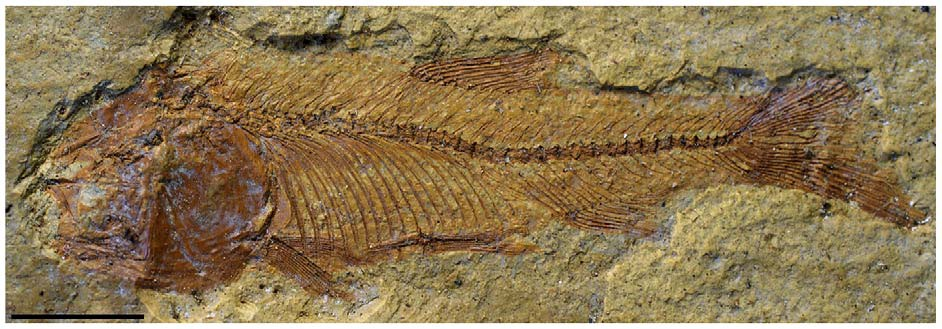
Fossil des ausgestorbenen Chaniden Nanaichthys

Fossil ist die Familie Chanidae durch die fünf Gattungen Dastilbe, Parachanos, Tharrhias, Gordichthys, Nanaichthys und Rubiesichthys aus der Unteren Kreide von Brasilien, Afrika und Spanien belegt. Die drei letzten Gattungen werden in eine eigene Unterfamilie, die Rubiesichthyinae gestellt, alle anderen einschließlich der rezenten Chanos in die Chaninae.

## Nutzung

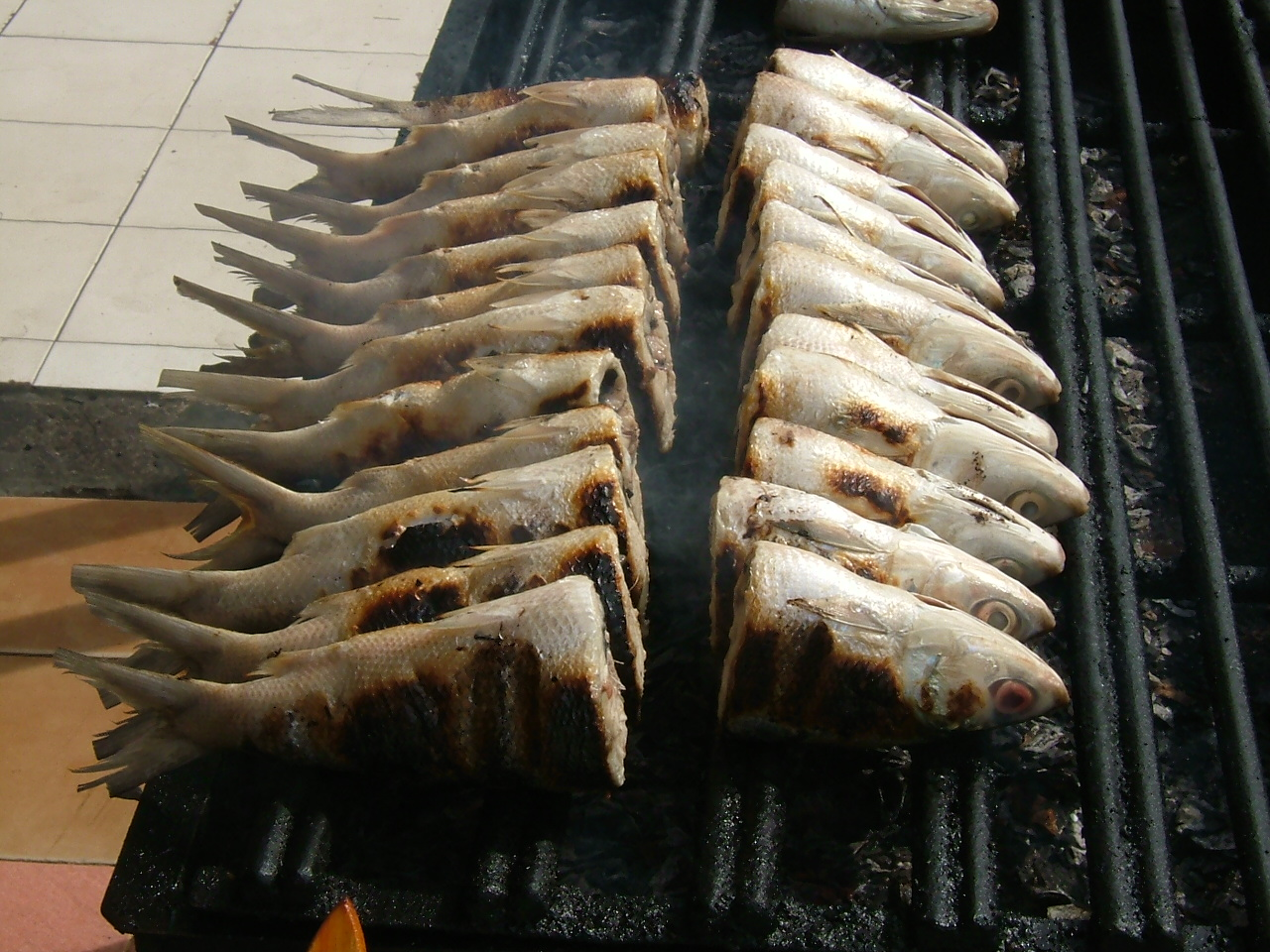
Gegrillte Milchfische (ikan bandeng) in Jakarta, Indonesien

Zur Nutzung als Speisefisch werden die Larven im Flachwasser der Flüsse und Ästuarien gefangen, in stark überdüngten (eutrophen) Teichen mit den darin wuchernden Algen aufgezogen, bis sie meist bei 15 bis 20 cm Länge wieder gefangen und als Frischfisch, geräuchert oder eingefroren verkauft werden.
Der Milchfisch zählt zu den 15 wichtigsten Fischarten, die weltweit in Aquakultur produziert werden. Im Jahr 2006 betrug die Weltproduktion Chanos chanos 585.375 Tonnen, machte somit rund 8 % der weltweiten Aquakulturproduktion aus. Insbesondere das schnelle Wachstum sowie die relative Unempfindlichkeit der Milchfische kommt hier zum Tragen.
Auf den Philippinen ist der Milchfisch unter dem Namen Bangus (auch Bangrus in den Visayas) einer der meist gegessenen Speisefische und zudem auch der „Nationalfisch“.